# ديبي تايلور
ديبي تايلور (بالإنجليزية: Debbie Taylor)‏ هي مغنية أمريكية، ولدت في 23 يونيو 1947 في نورفولك في الولايات المتحدة.

## وصلات خارجية
- ديبي تايلور على موقع ميوزك برينز (الإنجليزية)
- ديبي تايلور على موقع ميوزك برينز (الإنجليزية)
- ديبي تايلور على موقع ديسكوغز (الإنجليزية)